# Stanisław van der Coghen
Stanisław Zygmunt van der Coghen (ur. 31 października 1890 w Dobromilu, zm. 29 kwietnia–1 maja 1940 w Kalininie) – major lekarz Wojska Polskiego, doktor wszech nauk lekarskich, ofiara zbrodni katyńskiej.

## Życiorys
Urodził się 31 października 1890 w Dobromilu, ówczesnym mieście powiatowym Królestwa Galicji i Lodomerii, w rodzinie Stefana i Józefy z Richterów.
W czasie I wojny światowej walczył w szeregach cesarsko-królewskiej Obrony Krajowej. Jego oddziałem macierzystym był pułk strzelców cesarskich nr I. Na stopień podporucznika sanitarnego rezerwy został mianowany ze starszeństwem z 1 lutego 1917.
3 maja 1922 został zweryfikowany w stopniu kapitana ze starszeństwem od 1 czerwca 1919 i 22. lokatą w korpusie oficerów sanitarnych (medyków). 2 grudnia 1930 prezydent RP nadał mu stopień majora z dniem 1 stycznia 1931 i 3. lokatą w korpusie oficerów sanitarnych, grupa lekarzy. Był naczelnym lekarzem 57 pułku piechoty w Poznaniu. W czerwcu 1934 został przeniesiony do Szefostwa Sanitarnego Okręgu Korpusu Nr VII w Poznaniu na stanowisko kierownika referatu. Po przeniesieniu w stan spoczynku został naczelnym lekarzem Polskich Kolei Państwowych w Poznaniu. W 1939 zmobilizowany, został komendantem szpitala wojennego nr 702.
Zamordowany wiosną 1940 roku w Kalininie (ob. Twer), spoczywa na Polskim Cmentarzu Wojennym w Miednoje. Według wspomnień rodzinnych, razem z nim na wschód tym samym transportem kolejowym wywożony był jego syn Stanisław Maria, któremu jednak udało się uciec.
Jego wnukiem jest Piotr van der Coghen, ratownik górski i polityk.
5 października 2007 minister obrony narodowej Aleksander Szczygło – decyzją nr 439/MON – mianował go pośmiertnie na stopień podpułkownika. Awans został ogłoszony 9 listopada 2007 w Warszawie, w trakcie uroczystości „Katyń Pamiętamy – Uczcijmy Pamięć Bohaterów”.

## Odznaczenia
- Złoty Krzyż Zasługi – 10 listopada 1938 „za zasługi w służbie wojskowej”[16][17]
- Medal Niepodległości – 6 czerwca 1931 „za pracę w dziele odzyskania niepodległości”[18][19]
- Medal Pamiątkowy za Wojnę 1918–1921[1]
- Medal Dziesięciolecia Odzyskanej Niepodległości[1]
- Brązowy Medal Zasługi Wojskowej z mieczami na wstążce Krzyża Zasługi Wojskowej[3]
- Złoty Krzyż Zasługi Cywilnej z Mieczami na wstążce Medalu Waleczności[3]